# Miller-vízicickány
A Miller-vízicickány (Neomys anomalus) az emlősök (Mammalia) osztályának Eulipotyphla rendjébe, ezen belül a cickányfélék (Soricidae) családjába és a vörösfogú cickányok (Soricinae) alcsaládjába tartozó faj.

## Előfordulása
Alapvetően európai elterjedésű faj, Portugáliától egészen a Don középső folyásáig megtalálható. Európán kívül előfordul Kis-Ázsiában és Észak-Iránban is. Elterjedése fragmentált; szigetszerű állományai élnek a Dnyeper torkolatánál és a Krímen is. Északon a Balti-tengerig, délen a Mediterráneumig hatol. 1850 méteres tengerszint feletti magasságon is előfordul. Magyarországon leginkább a Dél-Dunántúlon, az Észak-Alföldön és a Zemplénben találták meg, de szórványosan az egész országban előfordulhat.

## Megjelenése
A Miller-vízicickány testhossza 6,7-8,8 centiméter, farokhossza 4,2-6,4 centiméter, magassága 1,4-8 centiméter, testtömege 7,5-16 gramm. Füle teljesen megbújik bundájában. Foga gránátvörös. Valamivel kisebb, mint a közönséges vízicickány, farkának csak a végén van sörtecsík. Színe változó, de hasi része mindig világosabb. Farka kétszínű. Hátsó lábán az úszósörteszegély gyengébb, mint a vízicickánynál.

## Életmódja

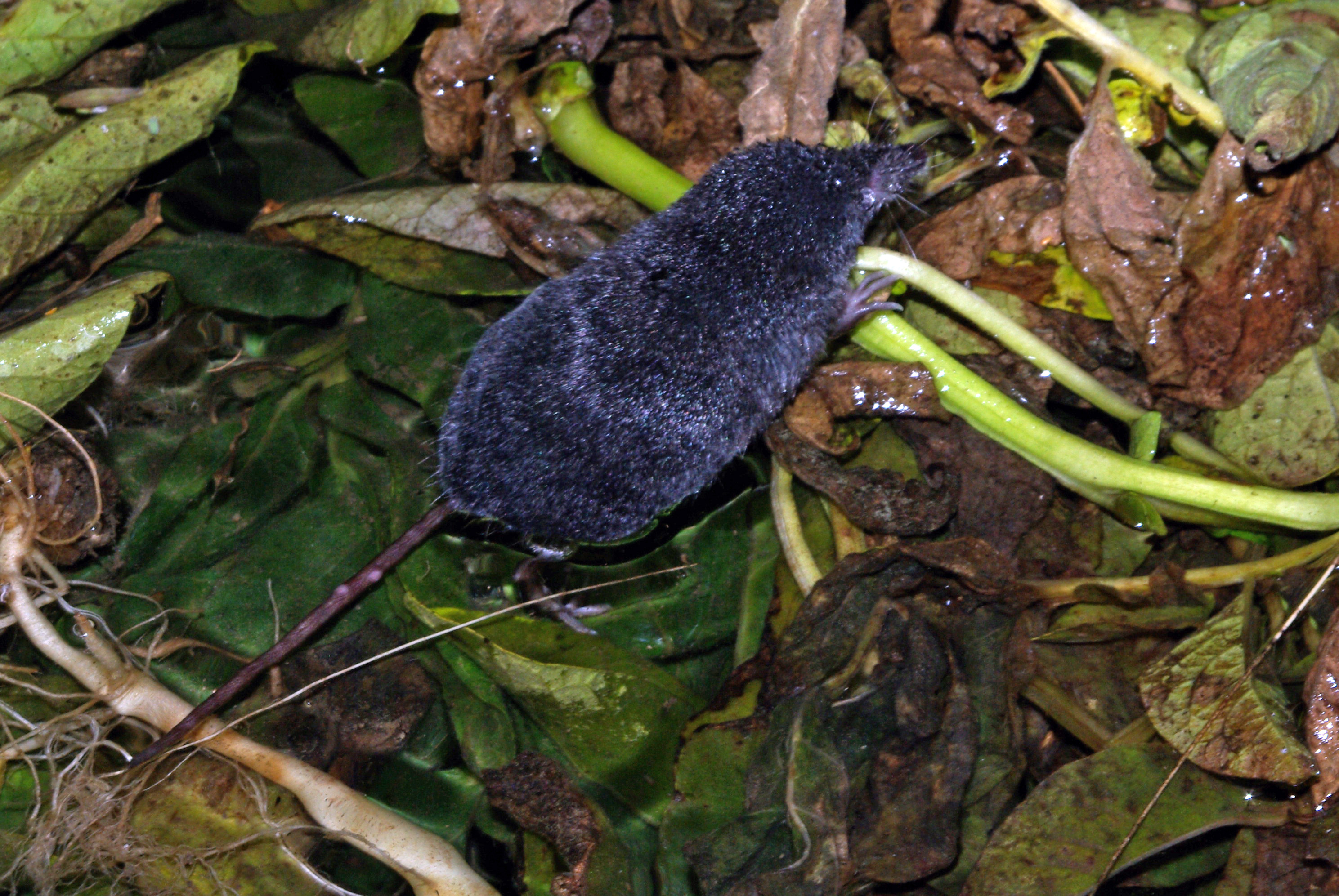

A Miller-vízicickány a hegyekben, nedves alpesi réteken, lápokon, mocsarakban, hegyi legelőkön és sűrű, nyirkos hangásokban fordul elő, főleg az eutrofizálódó vizek parti régióiban. Olykor még épületekben is megtalálható. A közönséges vízicickánnyal együtt is előfordul, de mivel rosszabbul úszik, az kiszoríthatja a gyorsabb folyású és szélesebb patakokból. Kevésbé kötődik a vízhez, mint rokona, ezért az időszakos vízborítású területeken is jól érzi magát. Forró száraz nyarakon, amikor élőhelye kiszárad, kedvezőbb vidékekre vándorol át. Elvándorol akkor is, amikor konkurense, az agresszívabb közönséges vízicickány túlságosan elszaporodik. Téli álmot nem alszik.
Táplálékai a csigák, vízi rovarok, rovarlárvák, giliszták, békák és kis halak. Táplálékát sekélyebb vízben is gyűjtheti, de általában többet vadászik a vízen kívül.
Ellenségei elsősorban a baglyok (főleg a kuvik, a macskabagoly és a gyöngybagoly).

## Szaporodása
Az ivarérettséget az első életévben éri el. A párzási időszak áprilistól szeptemberig tart. A vemhesség 24 napig tart, ennek végén 3-10 kölyök születik. Az elválasztásra 4 hét után kerül sor. Évente 4-5 generációja is felnőhet.

## Természetvédelmi helyzete
A Miller-vízicickány nagy elterjedési területe és viszonylagos gyakorisága miatt a Természetvédelmi Világszövetség Vörös listáján nem fenyegetett státusszal szerepel. Magyarországon védett, természetvédelmi értéke 50 000 Ft. Létét elsősorban a nedves-lápos élőhelyek visszaszorulása és a vizek vegyszerszennyezése fenyegetheti. Szerepel a berni konvenció III. függelékében is.